# Чатырлык
Чатырлы́к (укр. Чатирлик, крымскотат. Çatırlıq, Чатырлыкъ) — река в Крыму длиной 106 км, площадь бассейна 2250 км². Начинается на Тарханкутско-Евпаторийском поднятии у посёлка Новосёловское (Фрайдорф) Раздольненского района, течёт на восток, затем поворачивает на север, впадает в Каркинитский залив Чёрного моря вблизи города Красноперекопск.
Бо́льшая часть реки представляет собой сухоречье. Часть русла спрямлена и используется в качестве оросительных каналов. Вода поступает из Северо-Крымского и Раздольненского каналов. В 1966 году была построена дамба, отделившая устье Чатырлыка от Каркинитского залива. Образовавшиеся пруды площадью 2 тыс. га используются для выращивания рыбы. Максимальный сток по наблюдениям 1959 года составил 36 м³/сек.
Ранее крупнейшим притоком Чатырлыка была река Воронцовка. Её пойма занимала тысячи гектаров. Сейчас Воронцовка по искусственному руслу впадает в Каркинитский залив Чёрного моря. В верховье, у села Краснодарка, слева в Чатырлык впадает балка, в источниках XIX века известная, как Караул. Согласно справочнику «Поверхностные водные объекты Крыма» у Чатырлыка 6 притоков, все безымянные из них 3 приметных:
- левый, впадает в 97,0 км от устья, длиной 6,3 км, площадь водосбора 14,3 км², имеет 1 приток;
- правый, впадает в 91,0 км от устья, длиной 9,5 км, площадь водосбора 97,6 км², имеет 5 притоков;
- левый, впадает в 56,0 км от устья, длиной 18,0 км, площадь водосбора 104 км², имеет 2 притока[3]. Водоохранная зона балки установлена в 100 м[7].

Река южнее села Новопавловка
Река западнее села Долинка

Существует мнение, что Чатырлык упоминается Плинием Старшим в Естественной истории, как большая река Пакирис (Гипакирис). Известно, что в 1971 году  на Перекопско — Симферопольском почтовом тракте существовал деревянный мост через Чатырлык, уже требующий ремонта.